# Josh McPake
Joshua „Josh“ McPake (* 31. August 2001 in Coatbridge) ist ein schottischer Fußballspieler, der beim FC St. Johnstone unter Vertrag steht.

## Karriere

### Verein
Josh McPake wurde in der schottischen Stadt Coatbridge etwa 15 km östlich von Glasgow geboren. Seine Karriere begann er in der Jugend der Glasgow Rangers. In der Saison 2018/19 wurde er von den Rangers zum Youth Academy-Spieler des Jahres gewählt, nachdem er die Reserve League, die U18-Liga und den Scottish Youth Cup sowie den Glasgow Cup gewonnen hatte. McPake unterzeichnete am 10. Juli 2019 seinen ersten Vertrag als Profi mit einer Laufzeit bis zum Sommer 2022 bei den Rangers. Eine Woche später gab er sein professionelles Debüt für die Rangers in einem Qualifikationsspiel der Europa League gegen St Joseph’s FC aus Gibraltar im Ibrox Park, als er in der 67. Minute für Greg Docherty eingewechselt wurde. Am 20. August 2019 wurde der 17-jährige McPake bis zum folgenden Januar 2020 an den FC Dundee ausgeliehen. Für den Zweitligisten kam er auf sieben Einsätze. Ab September 2020 wurde McPake an Greenock Morton verliehen. Danach ging es für McPake als Leihspieler nach England zu Harrogate Town und dem FC Morecambe.

### Nationalmannschaft
Josh McPake debütierte im Jahr 2017 in der schottischen U17-Nationalmannschaft. In seinem ersten Spiel in dieser Altersklasse erzielte er auch sein erstes Tor, als er bei einer 1:2-Niederlage gegen Italien traf. Bis 2018 absolvierte er sechs weitere Spiele blieb aber ohne Torerfolg. Im Jahr 2018 absolvierte er zwei Spiele in der U18. Im September 2019 debütierte McPake in der U19 gegen Japan. In seinem fünften Spiel, im Oktober 2019 erzielte er das Siegtor bei einem 1:0-Erfolg gegen Deutschland.